# ناحية رستاق
ناحية رستاق (بالفارسية: بخش رستاق) هي ناحية في مقاطعة داراب، محافظة فارس، إيران. حسب إحصاء 2016، عدد سكان الناحية 14391 فردا في 4188 عائلة. ليس بالناحية مدن، لكن بها منطقتان ريفيتان هما قسم كوهستان الريفي، وقسم رستاق الريفي.